# Nicholas Scibetta
Nicholas Scibetta, también conocido como "Little Nicky" (murió en 1978), fue un mafioso siciliano-estadounidense sobrino de Joseph y John Zicarelli, cuñado del mafioso Sammy Gravano y tío de Gerard Gravano, quien era un asociado a la familia criminal Gambino y luego señalado como informante del gobierno por parte de algunos miembros de la familia.

## Primeros años
Scibetta nació y creció en el barrio de Bensonhurst, Brooklyn, como su futuro cuñado Gravano. Fue el único hijo varón nacido de un matrimonio de inmigrantes de primera generación: su padre era de Cammarata en la provincia de Agrigento, Sicilia, y su madre ítalo-estadounidense de Bayonne, Nueva Jersey. Scibetta tenía dos hermanas mayores, Debra y Diane. Su madre era ama de casa y su padre era "un gran padre, pero muy estricto", un ingeniero eléctrico certificado que trabajaba en el turno nocturno de Western Electric (hoy AT&T Technologies) armando tablas de circuitos para la compañía de teléfonos. En 1971, Gravano se casó con su hermana Debra.

## Perdida de favor con la familia Gambino y asesinato
En 1978, Paul Castellano supuestamente ordenó el asesinato del asociado de la familia Gambino Scibetta. Scibetta, un consumidor de cocaína y alcohol, participó en varias peleas públicas e insultó a la hija de George DeCicco. Toda vez que Scibetta era el cuñado de Salvatore "Sammy the Bull" Gravano, Castellano le pidió a Frank DeCicco que primero notificara a Gravano sobre la orden. Cuando se le contó el destino de Scibetta, un furioso Gravano dijo que mataría antes a Castellano. Sin embargo, eventualmente fue calmado por DeCicco y aceptó la muerte de Scibetta como el castigo que se ganó por su comportamiento. Otro motivo para el asesinato era que se sospechaba que Scibetta era gay. Gravano dijo después, "Decidí contra Nicky. Tomé un juramento de que la Cosa Nostra venía antes de todo."
Scibetta fue descuartizado y su cuerpo nunca fue encontrado con excepción de un brazo.

## En la cultura popular
En la película para televisión de HBO Gotti, Scibetta es interpretado como "Nicky Scibetta" por el actor Frank Crudele. En la película Witness to the Mob, Nicky es interpretado por el actor Kirk Acevedo. Es supuestamente una inspiración de la vida real para los personajes de la serie dramática de prisión de HBO Oz Nino Schibetta y Peter Schibetta.

### Discrepancias en las películas
En la película para televisión Gotti, Sammy Gravano, interpretado por William Forsythe, mata personalmente a Nicholas en un almacén de materiales de construcción, mientras que en su autobiografía Underboss él señala que fueron miembros de su propia pandilla, supuestamente Liborio Milito, Joseph D'Angelo y Frank DeCicco, quienes ejecutaron la orden de asesinato de Paul Castellano. El personaje de Gravano también señala que su esposa Debra, la hermana de Nicholas, se divorciaría de él luego de que testificara en la corte sobre ser un cómplice de esta ejecución. En la realidad Debra no lo hizo.